# Darachosia fulvipes
Darachosia fulvipes là một loài tò vò trong họ Ichneumonidae.